# Costa Rica en la Copa de Oro de la Concacaf 2021
La selección de Costa Rica fue su 15° participación en la Copa Oro de la Concacaf, encuadrado en el grupo C, contra Guadalupe, Surinam y Jamaica.

## Clasificación

### Liga de Naciones de la Concacaf 2019-20

#### Fase de grupos - Grupo D
| Pos. | Equipo     | Pts. | PJ | G | E | P | GF | GC | Dif. | Clasificación                                                |
| ---- | ---------- | ---- | -- | - | - | - | -- | -- | ---- | ------------------------------------------------------------ |
| 1    | Costa Rica | 6    | 4  | 1 | 3 | 0 | 4  | 3  | +1   | Finales y Copa de Oro de la Concacaf 2021                    |
| 2    | Curazao    | 5    | 4  | 1 | 2 | 1 | 3  | 3  | 0    | Copa de Oro de la Concacaf 2021                              |
| 3    | Haití      | 3    | 4  | 0 | 3 | 1 | 3  | 4  | −1   | Descenso y Play-offs para la Copa de Oro de la Concacaf 2021 |

Actualizado a los partidos jugados el 19 de noviembre de 2019.
 Fuente: Concacaf
Criterios de clasificación: Puntos · Diferencia de goles · Goles a favor · Enfrentamiento directo · Puntos disciplinarios · Sorteo
| 10 de octubre de 2019 | Haití       | 1:1 (0:0) | Costa Rica | Estadio Thomas Robinson, Nasáu (Bahamas)                |                                                         |
| 21:00                 | Pierrot 82' | Reporte   | 53' Ortiz  | Asistencia: 4 012 espectadores Árbitro(s): Drew Fischer | Asistencia: 4 012 espectadores Árbitro(s): Drew Fischer |

| 13 de octubre de 2019 | Costa Rica | 0:0     | Curazao | Estadio Morera Soto, Alajuela                                 |                                                               |
| 20:00 (18:00 UTC-6)   |            | Reporte |         | Asistencia: 7 256 espectadores Árbitro(s): Armando Villarreal | Asistencia: 7 256 espectadores Árbitro(s): Armando Villarreal |

| 14 de noviembre de 2019 | Curazao   | 1:2 (1:1) | Costa Rica              | Estadio Ergilio Hato, Willemstad                        |                                                         |
| 18:30 (19:30 UTC-4)     | Janga 20' | Reporte   | 64' Venegas · 84' Calvo | Asistencia: 11 387 espectadores Árbitro(s): Marco Ortiz | Asistencia: 11 387 espectadores Árbitro(s): Marco Ortiz |

| 17 de noviembre de 2019 | Costa Rica | 1:1 (1:1) | Haití     | Estadio Ricardo Saprissa, Tibas |                           |
| 18:00 (17:00 UTC-6)     | Calvo 27'  | Reporte   | 38' Nazon | Árbitro(s): Said Martínez       | Árbitro(s): Said Martínez |

#### Semifinales
| 3 de junio de 2021 | México                                              | 0:0 (5:4 p.)               | Costa Rica                                          | Empower Field at Mile High, Denver                      |                                                         |
| 19:30              |                                                     | Reporte                    |                                                     | Asistencia: 34 451 espectadores Árbitro(s): Bryan López | Asistencia: 34 451 espectadores Árbitro(s): Bryan López |
|                    |                                                     | Tiros desde el punto penal |                                                     |                                                         |                                                         |
|                    | Antuna · Lozano · Pineda · Pulido · Romo · Gallardo |                            | Venegas · Duarte · Alfaro · Lassiter · Calvo · Cruz |                                                         |                                                         |

## Plantel
Entrenador:  Luis Fernando Suárez
| No. | Pos. | Jugador              | Fecha de nacimiento (edad)         | Apa. | Goles | Club                   |
| --- | ---- | -------------------- | ---------------------------------- | ---- | ----- | ---------------------- |
| 1   | POR  | Esteban Alvarado     | 28 de abril de 1989 (32 años)      | 19   | 0     | C. S. Herediano        |
| 2   | DEF  | Yael López           | 17 de diciembre de 1998 (22 años)  | 0    | 0     | C. S. Herediano        |
| 3   | DEF  | Giancarlo González   | 8 de febrero de 1988 (33 años)     | 84   | 2     | Los Angeles Galaxy     |
| 4   | DEF  | Keysher Fuller       | 12 de julio de 1994 (27 años)      | 13   | 1     | C. S. Herediano        |
| 5   | MED  | Celso Borges         | 27 de mayo de 1988 (33 años)       | 134  | 23    | Deportivo de la Coruña |
| 6   | DEF  | Óscar Duarte         | 3 de junio de 1989 (32 años)       | 57   | 2     | Levante U. D.          |
| 7   | MED  | Johan Venegas        | 27 de noviembre de 1988 (32 años)  | 63   | 11    | L. D. Alajuelense      |
| 8   | MED  | Luis Díaz            | 6 de diciembre de 1998 (22 años)   | 4    | 0     | Columbus Crew          |
| 9   | DEL  | Ariel Rodríguez      | 27 de septiembre de 1989 (31 años) | 3    | 2     | Deportivo Saprissa     |
| 10  | MED  | Bryan Ruiz           | 18 de agosto de 1985 (35 años)     | 129  | 26    | L. D. Alajuelense      |
| 11  | MED  | Ariel Lassiter       | 27 de septiembre de 1994 (26 años) | 12   | 0     | Houston Dynamo         |
| 12  | DEL  | Joel Campbell        | 26 de junio de 1992 (29 años)      | 99   | 19    | Club León              |
| 13  | MED  | Allan Cruz           | 24 de febrero de 1996 (25 años)    | 22   | 2     | F. C. Cincinnati       |
| 14  | MED  | Jimmy Marín          | 8 de agosto de 1997 (23 años)      | 3    | 0     | Deportivo Saprissa     |
| 15  | DEF  | Francisco Calvo      | 8 de julio de 1992 (29 años)       | 56   | 7     | Chicago Fire           |
| 16  | MED  | Alonso Martínez      | 15 de octubre de 1998 (22 años)    | 2    | 0     | L. D. Alajuelense      |
| 17  | DEF  | Jefferson Brenes     | 13 de abril de 1997 (24 años)      | 1    | 0     | C. S. Herediano        |
| 18  | POR  | Patrick Sequeira     | 1 de marzo de 1999 (22 años)       | 0    | 0     | Real Unión             |
| 19  | DEF  | Kendall Waston       | 1 de enero de 1988 (33 años)       | 45   | 7     | Deportivo Saprissa     |
| 20  | MED  | David Guzmán         | 18 de febrero de 1990 (31 años)    | 56   | 0     | Deportivo Saprissa     |
| 21  | DEL  | José Guillermo Ortiz | 20 de enero de 1992 (29 años)      | 13   | 3     | Deportes Tolima        |
| 22  | DEF  | Ronald Matarrita     | 9 de julio de 1994 (27 años)       | 37   | 3     | F. C. Cincinnati       |
| 23  | POR  | Leonel Moreira       | 2 de abril de 1990 (31 años)       | 18   | 0     | L. D. Alajuelense      |

Por motivos de lesión, Patrick Sequeira fue retirado de la competición antes de los cuartos de final, siendo remplazado por Kevin Briceño.
| No. | Pos. | Jugador       | Fecha de nacimiento (edad)      | Apa. | Goles | Club             |
| --- | ---- | ------------- | ------------------------------- | ---- | ----- | ---------------- |
| 18  | DEF  | Kevin Briceño | 21 de octubre de 1991 (29 años) | 1    | 0     | C. S. Cartaginés |

## Participación

### Partidos
| Fecha       | Lugar     | Instancia        | Local      |                       | Resultado |                                | Visitante  |
| ----------- | --------- | ---------------- | ---------- | --------------------- | --------- | ------------------------------ | ---------- |
| 12 de julio | Orlando   | Fase de grupos   | Costa Rica | Bandera de Costa Rica | 3:1 (2:1) | Bandera de Guadalupe (Francia) | Guadalupe  |
| 16 de julio | Orlando   | Fase de grupos   | Surinam    | Bandera de Surinam    | 1:2 (0:0) | Bandera de Costa Rica          | Costa Rica |
| 20 de julio | Orlando   | Fase de grupos   | Costa Rica | Bandera de Costa Rica | 1:0 (0:0) | Bandera de Jamaica             | Jamaica    |
| 25 de julio | Arlington | Cuartos de final | Costa Rica | Bandera de Costa Rica | 0:2 (0:1) | Bandera de Canadá              | Canadá     |

### Grupo C

#### Fase de grupos
| Selección  | Pts | PJ | PG | PE | PP | GF | GC | Dif |
| ---------- | --- | -- | -- | -- | -- | -- | -- | --- |
| Costa Rica | 9   | 3  | 3  | 0  | 0  | 6  | 2  | +4  |
| Jamaica    | 6   | 3  | 2  | 0  | 1  | 4  | 2  | +2  |
| Surinam    | 3   | 3  | 1  | 0  | 2  | 3  | 5  | −2  |
| Guadalupe  | 0   | 3  | 0  | 0  | 3  | 3  | 7  | −4  |

| 12 de julio de 2021, 21:00 | Costa Rica                              | 3:1 (2:1) | Guadalupe    | Exploria Stadium, Orlando                               |                                                         |
|                            | Campbell 6' · Lassiter 21' · Borges 70' | Reporte   | Mirval 45+5' | Asistencia: 6403 espectadores Árbitro(s): Ismail Elfath | Asistencia: 6403 espectadores Árbitro(s): Ismail Elfath |

| 16 de julio de 2021, 21:00 | Surinam     | 1:2 (0:0) | Costa Rica                | Exploria Stadium, Orlando                                    |                                                              |
|                            | Vlijter 52' | Reporte   | Campbell 58' · Borges 59' | Asistencia: 6527 espectadores Árbitro(s): Fernando Hernández | Asistencia: 6527 espectadores Árbitro(s): Fernando Hernández |

| 20 de julio de 2021, 19:00 | Costa Rica | 1:0 (0:0) | Jamaica | Exploria Stadium, Orlando                                 |                                                           |
| | Ruiz 53'   | Reporte   |         | Asistencia: 10 264 espectadores Árbitro(s): Mario Escobar | Asistencia: 10 264 espectadores Árbitro(s): Mario Escobar |
| El partido entre Costa Rica vs. Jamaica fue detenido luego de dos minutos de juego debido a tormentas eléctricas en el área. El partido se reanudó a las 21:20 EDT (UTC-4). |            |           |         |                                                           |                                                           |

#### Cuartos de final
| 25 de julio | Costa Rica | 0:2 (0:1) | Canadá                      | AT&T Stadium, Arlington                                  |                                                          |
| 19:00       |            | Reporte   | Hoilett 18' · Eustáquio 69' | Asistencia: 41 318 espectadores Árbitro(s): Jair Marrufo | Asistencia: 41 318 espectadores Árbitro(s): Jair Marrufo |

## Estadísticas

### Participación de jugadores
| N.° | Pos        | Jugador          | PJ | Minutos jugados | Goles recibidos | Atajos | Tarjetas amarillas | Doble tarjeta amarilla y roja | Tarjetas rojas |
| --- | ---------- | ---------------- | -- | --------------- | --------------- | ------ | ------------------ | ----------------------------- | -------------- |
| 1   | Guardameta | Esteban Alvarado | 3  | 196             | -3              | 4      | 1                  | 0                             | 0              |
| 18  | Guardameta | Patrick Sequeira | 0  | 0               | 0               | 0      | 0                  | 0                             | 0              |
| 23  | Guardameta | Leonel Moreira   | 2  | 162             | -1              | 7      | 0                  | 0                             | 1              |

| N.° | Pos            | Jugador              | PJ | Minutos jugados | Goles | Asistencias | Tarjetas Amarillas | Doble tarjeta amarilla y roja | Tarjetas rojas |
| --- | -------------- | -------------------- | -- | --------------- | ----- | ----------- | ------------------ | ----------------------------- | -------------- |
| 2   | Defensa        | Yael López           | 0  | 0               | 0     | 0           | 0                  | 0                             | 0              |
| 3   | Defensa        | Giancarlo González   | 3  | 181             | 0     | 0           | 0                  | 0                             | 0              |
| 4   | Defensa        | Keysher Fuller       | 4  | 360             | 0     | 0           | 0                  | 0                             | 0              |
| 5   | Centrocampista | Celso Borges         | 4  | 295             | 2     | 0           | 0                  | 0                             | 0              |
| 6   | Defensa        | Óscar Duarte         | 2  | 180             | 0     | 0           | 0                  | 0                             | 0              |
| 7   | Centrocampista | Johan Venegas        | 4  | 187             | 0     | 0           | 1                  | 0                             | 0              |
| 8   | Centrocampista | Luis Díaz            | 3  | 140             | 0     | 1           | 0                  | 0                             | 0              |
| 9   | Delantero      | Ariel Rodríguez      | 1  | 45              | 0     | 0           | 0                  | 0                             | 0              |
| 10  | Centrocampista | Bryan Ruiz           | 3  | 171             | 1     | 0           | 0                  | 0                             | 0              |
| 11  | Centrocampista | Ariel Lassiter       | 4  | 215             | 1     | 1           | 0                  | 0                             | 0              |
| 12  | Delantero      | Joel Campbell        | 4  | 358             | 2     | 2           | 0                  | 0                             | 0              |
| 13  | Centrocampista | Allan Cruz           | 2  | 89              | 0     | 0           | 0                  | 0                             | 0              |
| 14  | Centrocampista | Jimmy Marín          | 1  | 1               | 0     | 0           | 0                  | 0                             | 0              |
| 15  | Defensa        | Francisco Calvo      | 3  | 266             | 0     | 0           | 1                  | 0                             | 1              |
| 16  | Centrocampista | Alonso Martínez      | 4  | 184             | 0     | 0           | 0                  | 0                             | 0              |
| 17  | Centrocampista | Jefferson Brenes     | 3  | 51              | 0     | 0           | 0                  | 0                             | 0              |
| 19  | Defensa        | Kendall Waston       | 2  | 91              | 0     | 0           | 2                  | 0                             | 0              |
| 20  | Centrocampista | David Guzmán         | 4  | 290             | 0     | 0           | 0                  | 0                             | 0              |
| 21  | Delantero      | José Guillermo Ortiz | 3  | 116             | 0     | 0           | 0                  | 0                             | 0              |
| 22  | Defensa        | Ronald Matarrita     | 4  | 285             | 0     | 1           | 1                  | 0                             | 0              |

Por motivos de lesión, Patrick Sequeira fue retirado de la competición antes de los cuartos de final, siendo remplazado por Kevin Briceño.
| N.° | Pos        | Jugador       | PJ | Minutos jugados | Goles | Asistencias | Tarjetas Amarillas | Doble tarjeta amarilla y roja | Tarjetas rojas |
| --- | ---------- | ------------- | -- | --------------- | ----- | ----------- | ------------------ | ----------------------------- | -------------- |
| 18  | Guardameta | Kevin Briceño | 0  | 0               | -0    | 0           | 0                  | 0                             | 0              |

### Goleadores
| N.°   | Jugador        | Anotado | PJ | Prom. | Jugada | Cabeza | TL | Penal |
| ----- | -------------- | ------- | -- | ----- | ------ | ------ | -- | ----- |
| 1     | Joel Campbell  | 2       | 4  | 0.5   | 2      | 0      | 0  | 0     |
| 2     | Celso Borges   | 2       | 4  | 0.5   | 2      | 0      | 0  | 0     |
| 3     | Bryan Ruiz     | 1       | 3  | 0.33  | 0      | 1      | 0  | 0     |
| 4     | Ariel Lassiter | 1       | 4  | 0.25  | 1      | 0      | 0  | 0     |
| Total | Total          | 6       | 4  | 0     | 5      | 1      | 0  | 0     |

### Asistencias
| N.°   | Jugador          | Asistencia | Jugada | Cabeza | TL | SdE |
| ----- | ---------------- | ---------- | ------ | ------ | -- | --- |
| 1     | Joel Campbell    | 2          | 2      | 0      | 0  | 0   |
| 2     | Luis Díaz        | 1          | 1      | 0      | 0  | 0   |
| 3     | Ronald Matarrita | 1          | 1      | 0      | 0  | 0   |
| 4     | Ariel Lassiter   | 1          | 1      | 0      | 0  | 0   |
| Total | Total            | 5          | 5      | 0      | 0  | 0   |

### Tarjetas disciplinarias
| N.°   | Jugador          | Amonestado | Otorgado · Expulsado | Expulsado | Sanción               |
| ----- | ---------------- | ---------- | -------------------- | --------- | --------------------- |
| 1     | Kendall Waston   | 2          | 0                    | 0         | Pérdida de un partido |
| 2     | Ariel Lassiter   | 1          | 0                    | 0         |                       |
| 3     | Ronald Matarrita | 1          | 0                    | 0         |                       |
| 4     | Johan Venegas    | 1          | 0                    | 0         |                       |
| 5     | Esteban Alvarado | 1          | 0                    | 0         |                       |
| 6     | Francisco Calvo  | 1          | 0                    | 1         | Pérdida de un partido |
| 7     | Leonel Moreira   | 0          | 0                    | 1         | Pérdida de un partido |
| Total | Total            | 7          | 0                    | 2         |                       |